# هیریالاگاماننا
هیریالاگاماننا (به لاتین: Hiriyalagammana) یک منطقهٔ مسکونی در سری‌لانکا است که در استان مرکزی (سری‌لانکا) واقع شده‌است.